# Euphorbia ingezalahiana
Euphorbia ingezalahiana är en törelväxtart som beskrevs av Eugène Ursch och Jacques Désiré Leandri. Euphorbia ingezalahiana ingår i släktet törlar, och familjen törelväxter. Inga underarter finns listade i Catalogue of Life.